# 點太陽魚
點太陽魚，輻鰭魚綱鱸形目太陽魚科的其中一個種。

## 分布
本魚分布於美國德克薩斯州、佛羅里達州及南卡羅來納州之間的溪流及湖泊中。

## 特徵
本魚整個魚體佈滿小斑點。這些小點在雄魚身上為深紅色，雌魚身上為黑色。魚底色為棕色帶綠，有不明顯的深色斑紋。深色「耳蓋」稍尖，有紅色邊緣，腹鰭黑色。體長可達20公分。

## 生態
本魚棲息於長滿植物的池塘，湖，小溪及小型到中型河川的水池與沼澤。屬肉食性，以昆蟲與小型甲殼類動物等為食，其比其他種類更能忍受鹹水。

## 經濟利用
可做為觀賞魚。